# Saint-Gérand-le-Puy
Pour les articles homonymes, voir Saint-Gérand et Le Puy.
Saint-Gérand-le-Puy est une commune française, située dans le département de l'Allier en région Auvergne-Rhône-Alpes.

## Géographie

### Localisation
La commune de Saint-Gérand-le-Puy se situe dans le sud-est du département de l'Allier, dans la Forterre, à une quinzaine de kilomètres au nord-est de Vichy. La commune est administrativement située dans l'arrondissement de Vichy et dans le canton de Saint-Pourçain-sur-Sioule depuis les élections départementales de 2015, à la suite du redécoupage des cantons du département. Jusqu'en mars 2015, elle dépendait du canton de Varennes-sur-Allier.
Neuf communes sont limitrophes de Saint-Gérand-le-Puy.
| Langy       | Montaigu-le-Blin, Boucé | Cindré, Servilly |
| Sanssat     | Saint-Gérand-le-Puy     | Périgny          |
| Saint-Félix | Magnet                  |                  |

### Géologie et relief
L'altitude de la commune varie entre 268 et 359 mètres.

### Hydrographie
Le Redan, affluent rive droite de l'Allier, traverse la partie occidentale de la commune, d'est en ouest. Long de 15,9 km, il prend sa source à Périgny et se jette à Paray-sous-Briailles.

### Climat
Pour des articles plus généraux, voir Climat d'Auvergne-Rhône-Alpes et Climat de l'Allier.
En 2010, le climat de la commune est de type climat océanique dégradé des plaines du Centre et du Nord, selon une étude du CNRS s'appuyant sur une série de données couvrant la période 1971-2000. En 2020, Météo-France publie une typologie des climats de la France métropolitaine dans laquelle la commune est dans une zone de transition entre le climat océanique altéré et le climat de montagne ou de marges de montagne et est dans la région climatique Centre et contreforts nord du Massif Central, caractérisée par un air sec en été et un bon ensoleillement.
Pour la période 1971-2000, la température annuelle moyenne est de 11,2 °C, avec une amplitude thermique annuelle de 16,3 °C. Le cumul annuel moyen de précipitations est de 802 mm, avec 9,9 jours de précipitations en janvier et 7,7 jours en juillet. Pour la période 1991-2020, la température moyenne annuelle observée sur la station météorologique de Météo-France la plus proche, sur la commune de Paray-sous-Briailles à 12 km à vol d'oiseau, est de 11,7 °C et le cumul annuel moyen de précipitations est de 744,7 mm,. Pour l'avenir, les paramètres climatiques de la commune estimés pour 2050 selon différents scénarios d'émission de gaz à effet de serre sont consultables sur un site dédié publié par Météo-France en novembre 2022.

## Urbanisme

### Typologie
Au 1er janvier 2024, Saint-Gérand-le-Puy est catégorisée commune rurale à habitat dispersé, selon la nouvelle grille communale de densité à 7 niveaux définie par l'Insee en 2022.
Elle est située hors unité urbaine. Par ailleurs la commune fait partie de l'aire d'attraction de Vichy, dont elle est une commune de la couronne,. Cette aire, qui regroupe 50 communes, est catégorisée dans les aires de 50 000 à moins de 200 000 habitants,.

### Occupation des sols

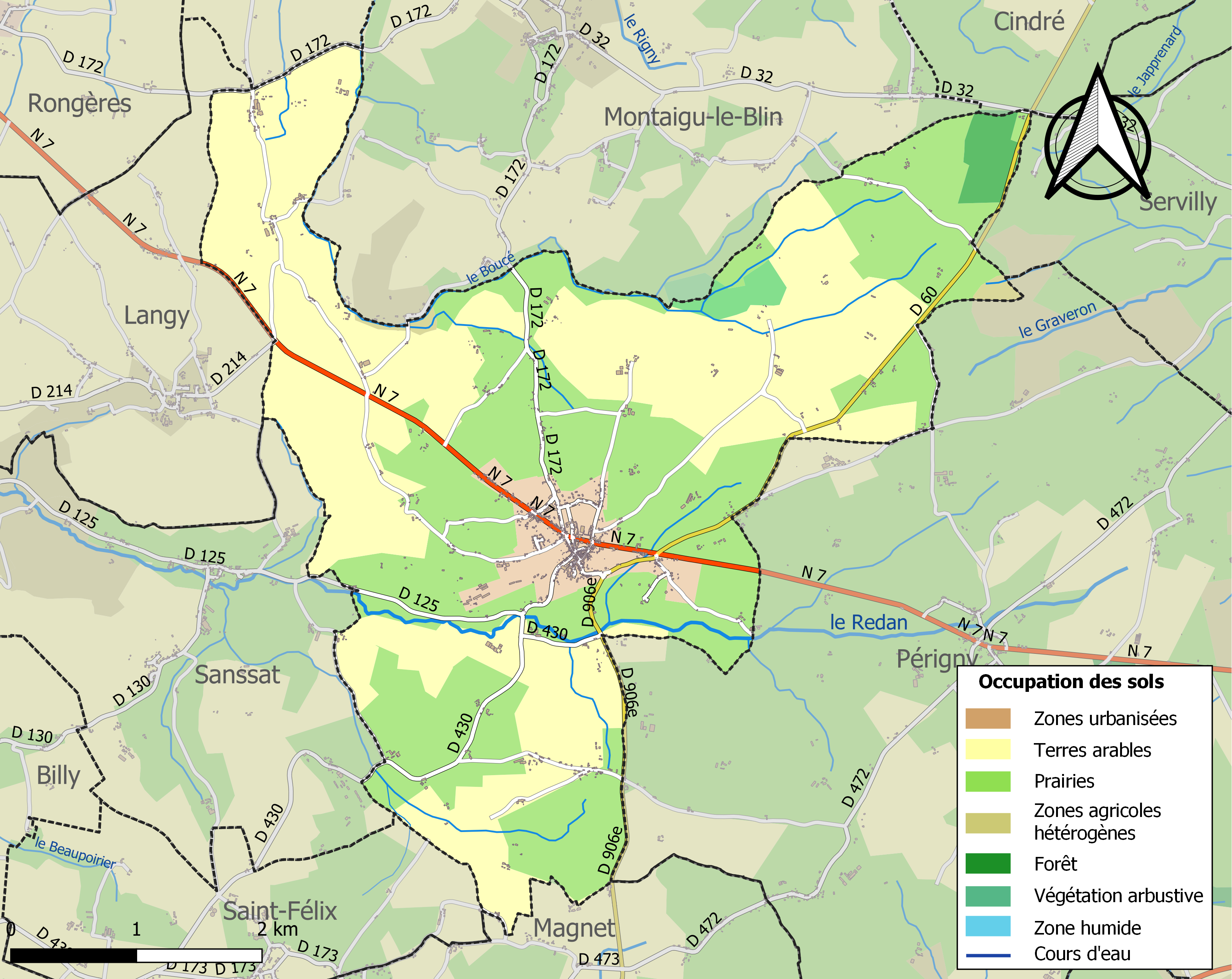
Carte des infrastructures et de l'occupation des sols de la commune en 2018 (CLC).

L'occupation des sols de la commune, telle qu'elle ressort de la base de données européenne d’occupation biophysique des sols Corine Land Cover (CLC), est marquée par l'importance des territoires agricoles (92,6 % en 2018), en diminution par rapport à 1990 (93,6 %). La répartition détaillée en 2018 est la suivante : terres arables (48,7 %), prairies (43,4 %), zones urbanisées (5,1 %), forêts (1,4 %), milieux à végétation arbustive et/ou herbacée (0,9 %), zones agricoles hétérogènes (0,5 %).
L'IGN met par ailleurs à disposition un outil en ligne permettant de comparer l’évolution dans le temps de l’occupation des sols de la commune (ou de territoires à des échelles différentes). Plusieurs époques sont accessibles sous forme de cartes ou photos aériennes : la carte de Cassini (XVIIIe siècle), la carte d'état-major (1820-1866) et la période actuelle (1950 à aujourd'hui).

### Voies de communication et transports

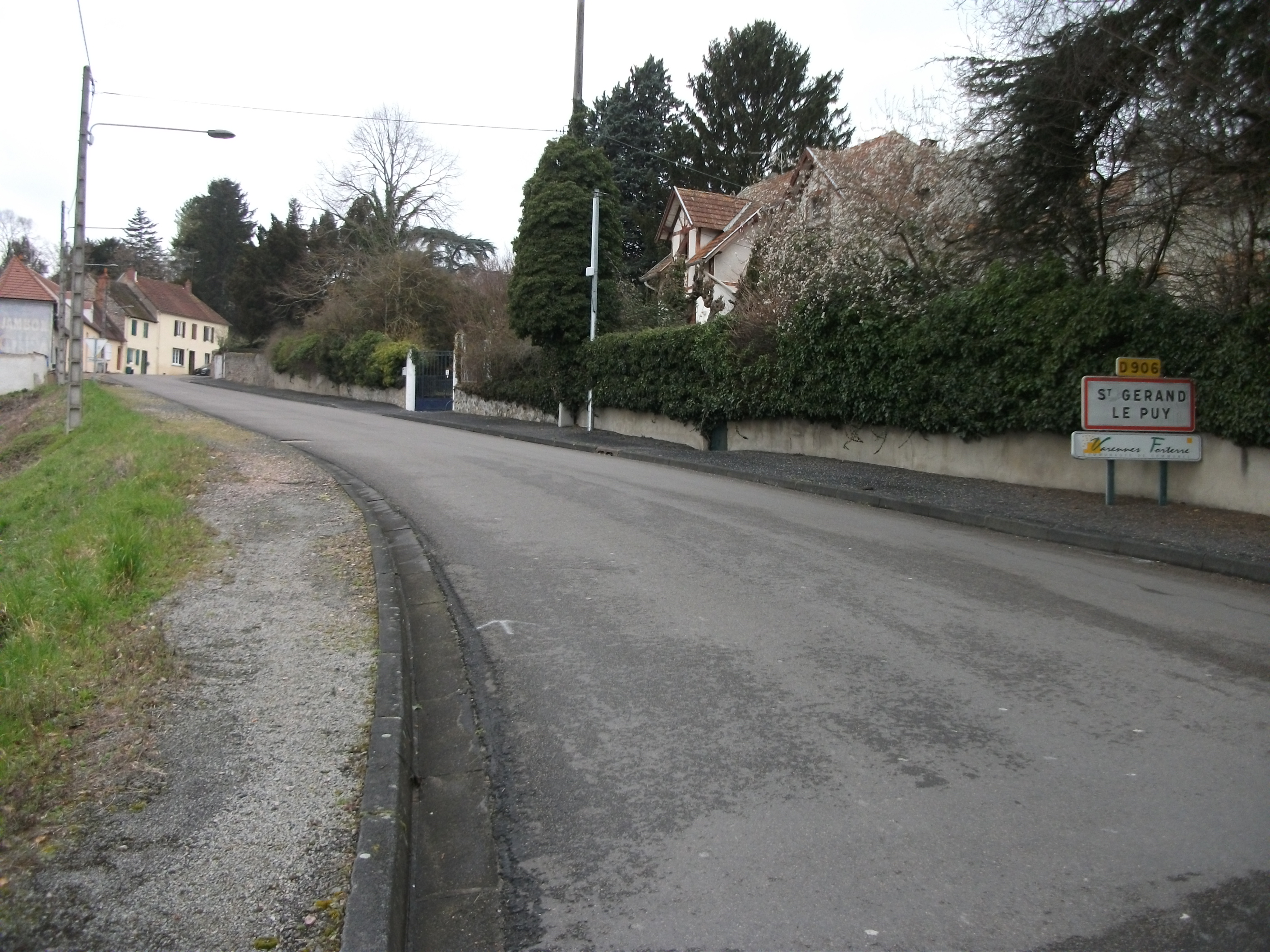
Entrée du village par l'ancienne route départementale 906 (devenue D 906e), en mars 2016.

Le village est traversé par la route nationale 7 (en attendant l'avancée de son futur contournement en cours) à 11 km de Varennes-sur-Allier au nord, et à 10,5 km de Lapalisse à l'est.
Le territoire communal est traversé par les routes départementales 60 (vers Trézelles), 125 (vers Sanssat), 172 (vers Montaigu-le-Blin), 430 (vers Saint-Félix) et 906e (ex-906, vers Magnet).

## Toponymie
Les cartes d'avant 1790 ne mentionnent pas Saint-Gérand-le-Puy mais Saint-Germain-le-Puy,
Il est donc possible qu'il y ait un lien avec Saint-Germain-des-Fossés situé non loin (l'actuel Saint-Germain prendrait alors le distinctif « des Fossés » car situé en bas près de l'Allier et l'actuel Saint-Gérand prenant « le Puy » car situé en hauteur).
Pendant la période révolutionnaire de la Convention nationale (1792-1795), la commune prit le nom de Puy-Redan.
Le village est nommé Saint-Géran en bourbonnais (langue d'oïl). La commune fait, en effet, partie de l'aire linguistique du bourbonnais d'oïl.

## Histoire
En 1832, les anciennes communes de Saint-Étienne-du-Bas et de Saint-Étienne-de-Ciernat furent réunies à Saint-Gérand-le-Puy. En 1833, il en est de même de Saint-Allyre-de-Valence.

### Asile temporaire d'une célèbre collection d'art moderne
Au printemps 1940, Maria Jolas, qui avait déménagé l'école bilingue pour les expatriés américains qu'elle avait créée à Neuilly vers 1925 dans un château situé « près de cette commune » (Chalmet, op. cit.), proposa à son amie Peggy Guggenheim d'y héberger tout ou partie de son importante collection de tableaux (Kandinsky, Klee, Picabia, Juan Gris, Léger, Gleizes, Marcoussis, Delaunay, Severini, Mondrian, Miró, Ernst, Chirico, Tanguy, Dalí, Magritte, Brauner) que sur la recommandation de Fernand Léger celle-ci avait demandé — sans succès, du fait de leur « avant-gardisme » ? — aux conservateurs du Musée du Louvre d'évacuer de Paris vers la province, comme nombre d'œuvres et objets d'art ancien afin d'échapper à la rapacité des dignitaires du régime nazi.
Au début de l'automne Peggy Guggenheim chargea Giorgio Joyce, fils de l'écrivain, réfugié avec ses parents à Saint-Gérand-le-Puy de déménager ces œuvres à la consigne de la gare ferroviaire d'Annecy, qui furent ensuite entreposées au Musée de Grenoble puis d'être transportées à New York sous l'appellation « d'articles mobiliers »… suivant la suggestion du transporteur René Lefevre-Foinet.

## Politique et administration

### Tendances politiques et résultats
Aux élections municipales de 2014, Xavier Cadoret était le seul candidat à se représenter. 58,23 % des électeurs ont voté, soit 407 votants sur 699 inscrits. Il est réélu le 23 mai 2020.

### Administration municipale
| Période                                  | Période                   | Identité       | Étiquette | Qualité |
| ---------------------------------------- | ------------------------- | -------------- | --------- | --- |
| Les données manquantes sont à compléter. |                           |                |           | |
| 1969                                     | 1989                      | Louis Bardet   |           | |
| 1989                                     | 1991                      | Lucien Lavaure |           | |
| 1991                                     | En cours (au 24 mai 2020) | Xavier Cadoret | PS        | Professeur Député suppléant de Guy Chambefort (2012-2017) Président de la communauté de communes Varennes-Forterre (2002-2014) |

## Population et société

### Démographie
Les habitants de la commune sont appelés les Saint-Gérandais et les Saint-Gérandaises.
L'évolution du nombre d'habitants est connue à travers les recensements de la population effectués dans la commune depuis 1793. Pour les communes de moins de 10 000 habitants, une enquête de recensement portant sur toute la population est réalisée tous les cinq ans, les populations de référence des années intermédiaires étant quant à elles estimées par interpolation ou extrapolation. Pour la commune, le premier recensement exhaustif entrant dans le cadre du nouveau dispositif a été réalisé en 2008.

En 2022, la commune comptait 956 habitants, en évolution de −5,35 % par rapport à 2016 (Allier : −1,38 %, France hors Mayotte : +2,11 %).
| 1793  | 1800  | 1806  | 1821  | 1831  | 1836  | 1841  | 1846  | 1851  |
| ----- | ----- | ----- | ----- | ----- | ----- | ----- | ----- | ----- |
| 1 014 | 1 139 | 1 070 | 1 223 | 1 300 | 1 682 | 1 721 | 1 733 | 1 762 |

| 1856  | 1861  | 1866  | 1872  | 1876  | 1881  | 1886  | 1891  | 1896  |
| ----- | ----- | ----- | ----- | ----- | ----- | ----- | ----- | ----- |
| 1 772 | 1 717 | 1 736 | 1 750 | 1 777 | 1 777 | 1 797 | 1 816 | 1 791 |

| 1901  | 1906  | 1911  | 1921  | 1926  | 1931  | 1936  | 1946  | 1954  |
| ----- | ----- | ----- | ----- | ----- | ----- | ----- | ----- | ----- |
| 1 764 | 1 708 | 1 642 | 1 351 | 1 343 | 1 345 | 1 302 | 1 275 | 1 191 |

| 1962  | 1968  | 1975  | 1982  | 1990  | 1999  | 2006  | 2008 | 2013  |
| ----- | ----- | ----- | ----- | ----- | ----- | ----- | ---- | ----- |
| 1 186 | 1 143 | 1 121 | 1 018 | 1 064 | 1 029 | 1 001 | 993  | 1 023 |

| 2018 | 2022 | - | - | - | - | - | - | - |
| ---- | ---- | - | - | - | - | - | - | - |
| 976  | 956  | - | - | - | - | - | - | - |

En 2008, Saint-Gérand-le-Puy passe sous la barre du millier d'habitants.

### Enseignement
Saint-Gérand-le-Puy dépend de l'académie de Clermont-Ferrand. Elle gère une école maternelle (37 élèves) et une école élémentaire (74 élèves) publiques.
Hors dérogations à la carte scolaire, les collégiens se rendent à Varennes-sur-Allier et les lycéens à Saint-Pourçain-sur-Sioule.

### Manifestations culturelles et festivités
Chaque année, l'Association des amis de James Joyce rend hommage à l'écrivain irlandais qui a vécu à Saint-Gérand quelque temps avant sa mort. C'est le Jour d'Ulysse qui se tient au mois de juin avec plusieurs manifestations telles que table ronde, conférence, débat, repas.

### Santé
- La maison de retraite Roger-Besson est un EHPAD public à spécialité Alzheimer (Cantou)[réf. souhaitée] qui dispose d'une capacité de cent dix lits[SGP 1].

## Culture locale et patrimoine

### Lieux et monuments
- Château de Saint-Gérand de la fin du XVe siècle[32], propriété privée.
- Église Saint-Julien, consacrée à saint Julien de Brioude[33] et classée aux monuments historiques en 1932.
- Il existe une pietà face au cimetière de la commune.

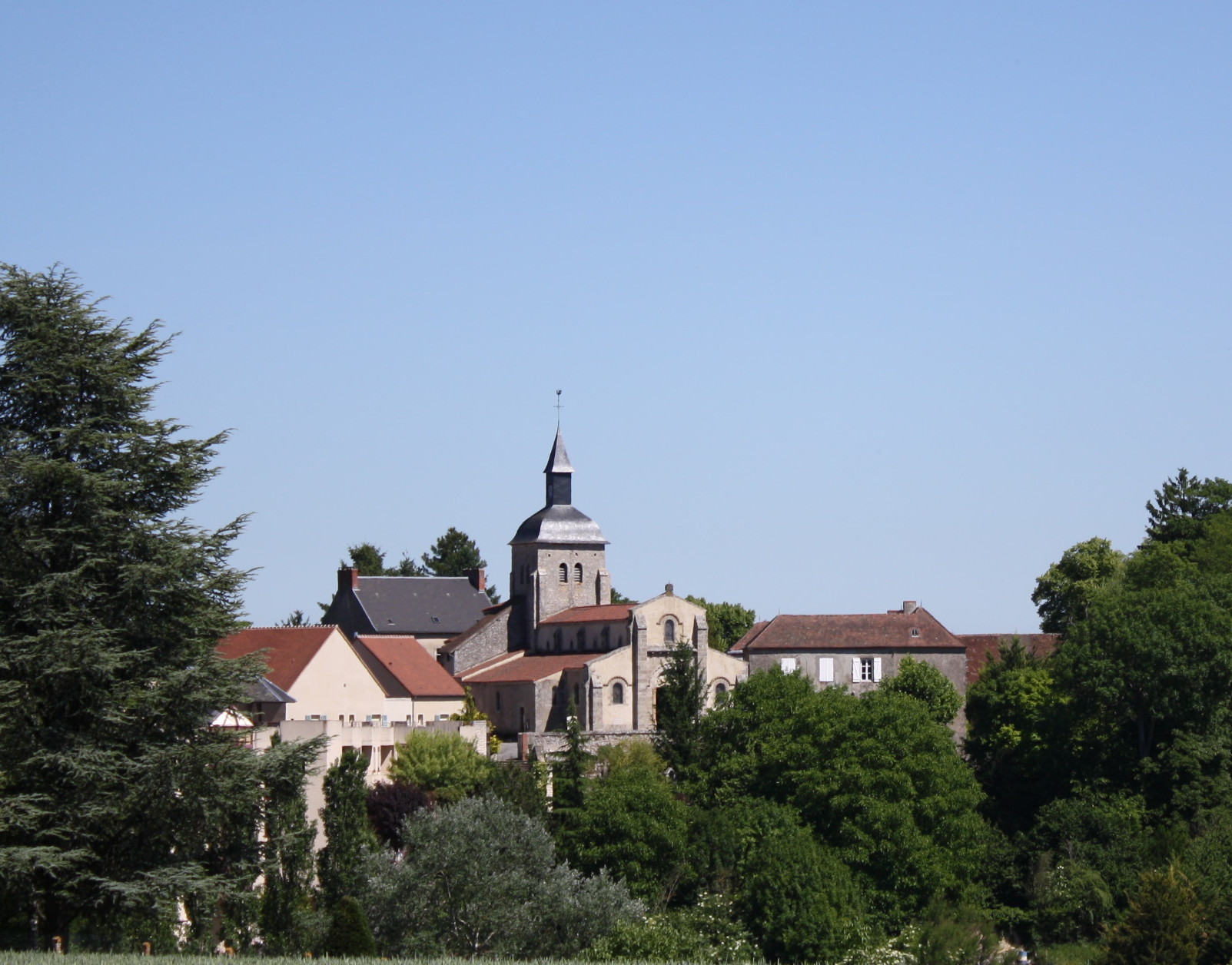
Le village et l'église.
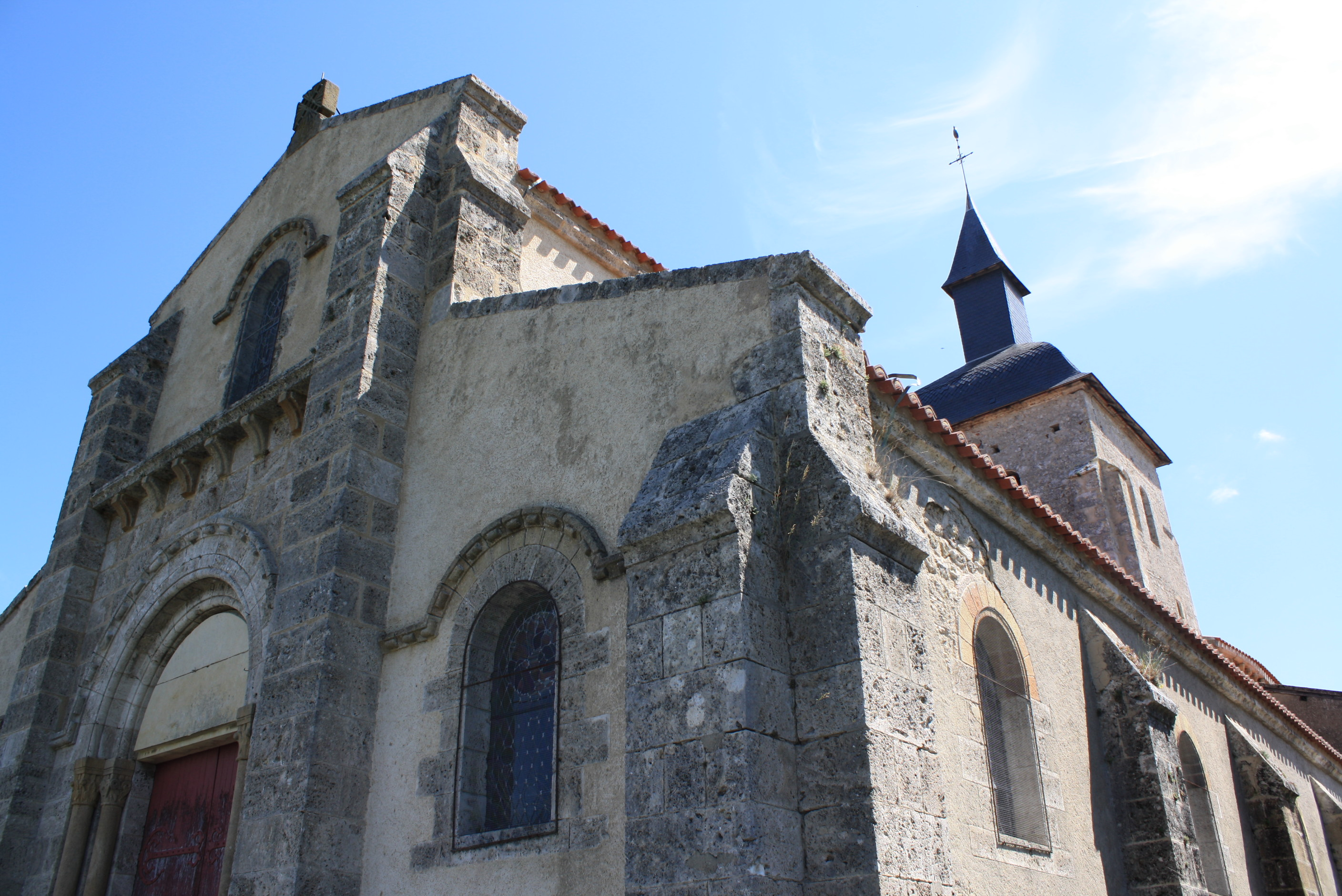
L'église Saint-Julien classée aux MH en 1932.
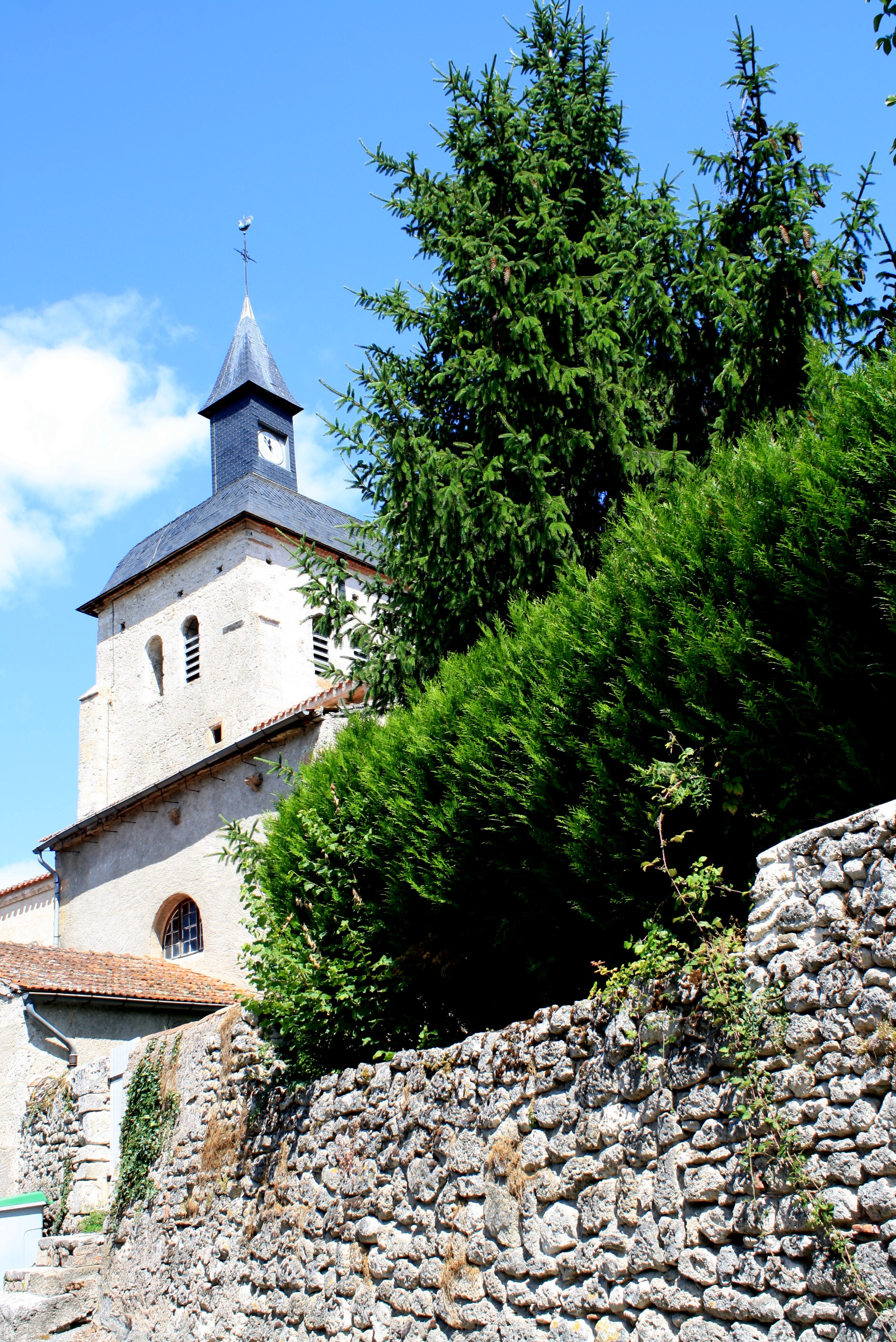
Le clocher.
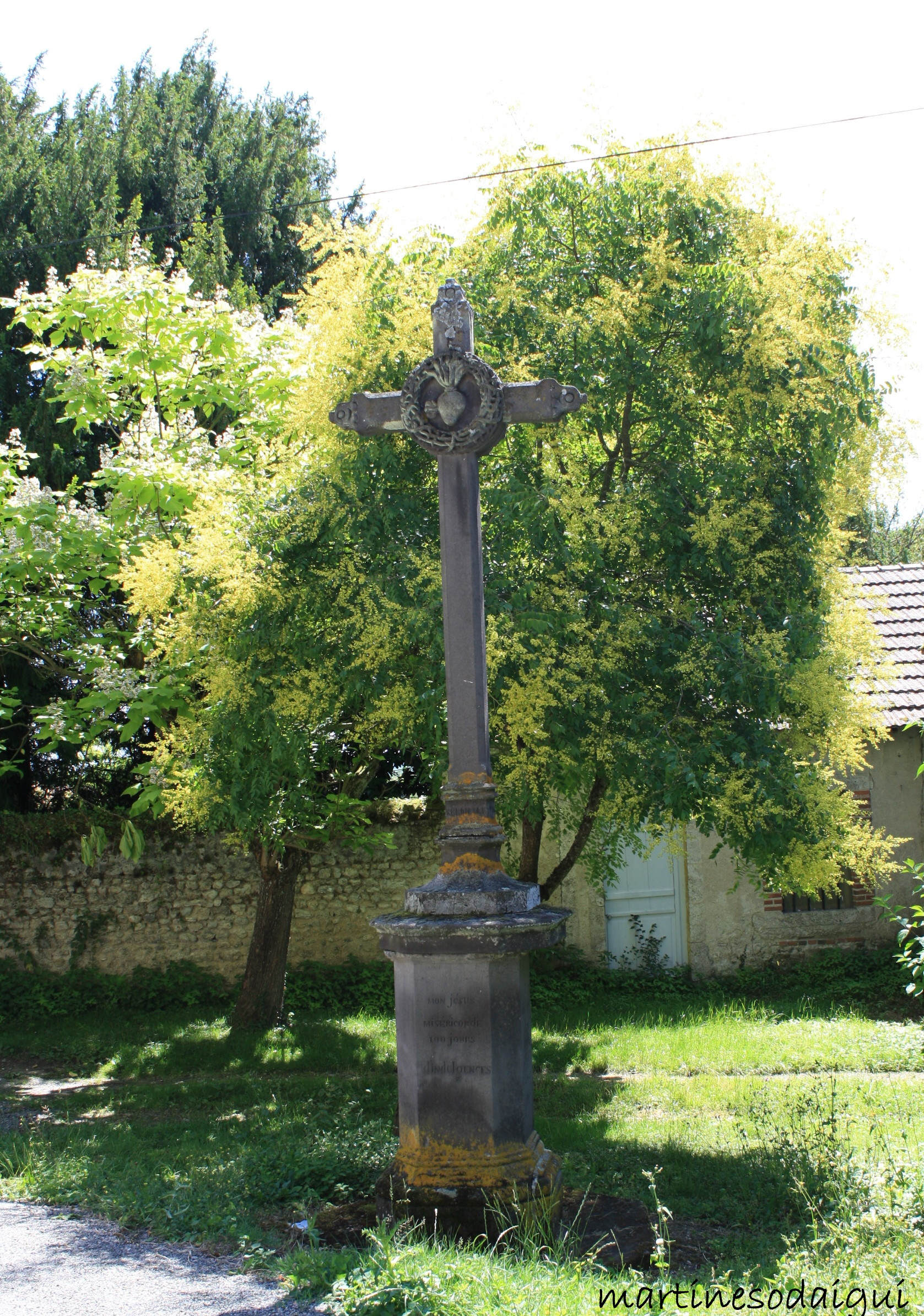
La croix.
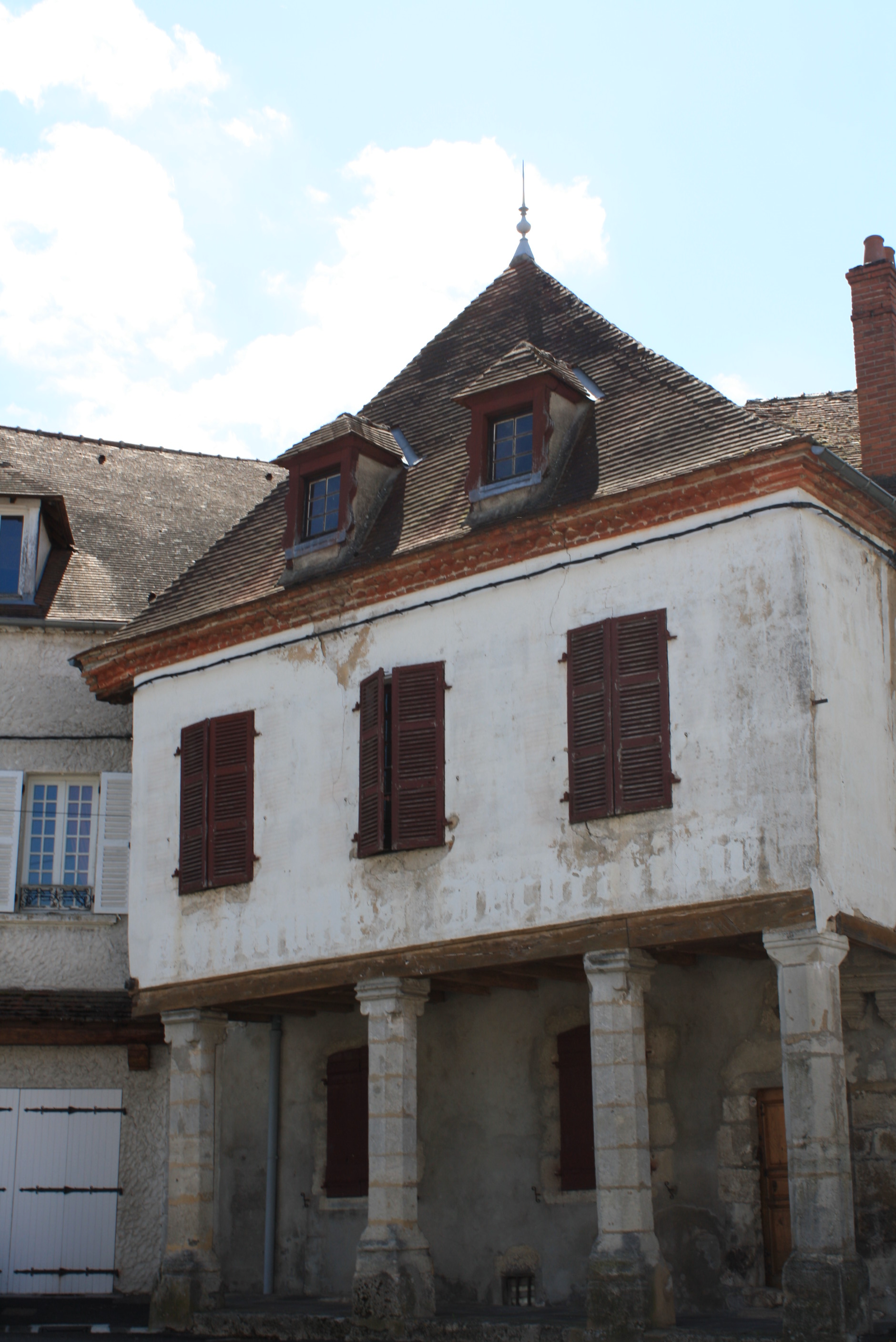
Maison ancienne.

- Le lavoir d'hiver : La forme circulaire et pentue du toit (douze pans) de ce lavoir d'hiver du XIXe siècle permettait de recueillir les eaux de pluie pour le lavage, tout en abritant l'espace situé autour du bassin. Il reste trois cheminées sur quatre qui chauffaient le lavoir et fournissaient des cendres utilisées comme détergent pour laver le linge. Il est animé par des personnages en action et de nombreux objets tels que battoirs, planches à laver, brouette à linge, lessiveuses et bien sûr du linge blanc.

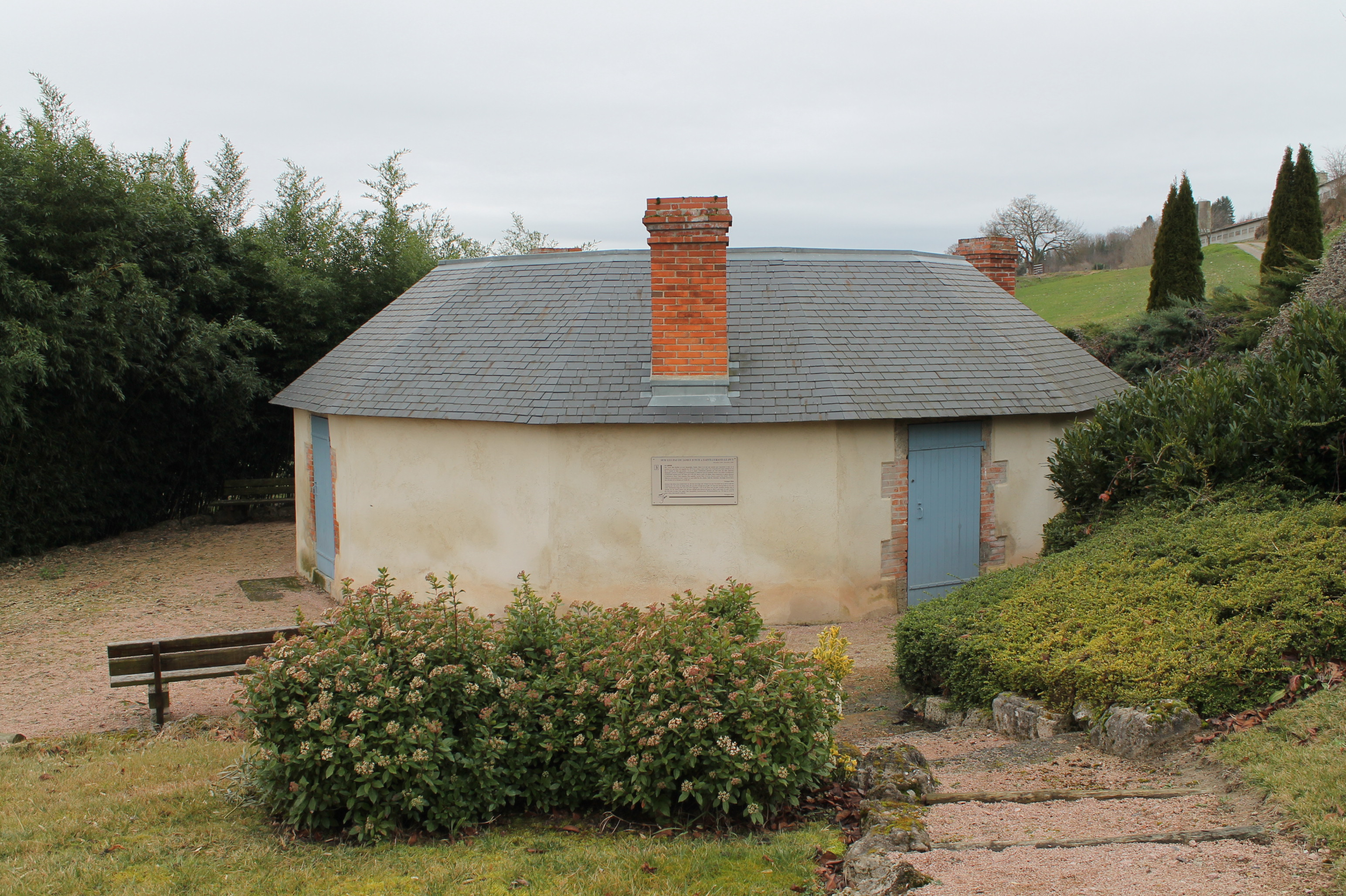
Le lavoir d'hiver vu de l'extérieur.
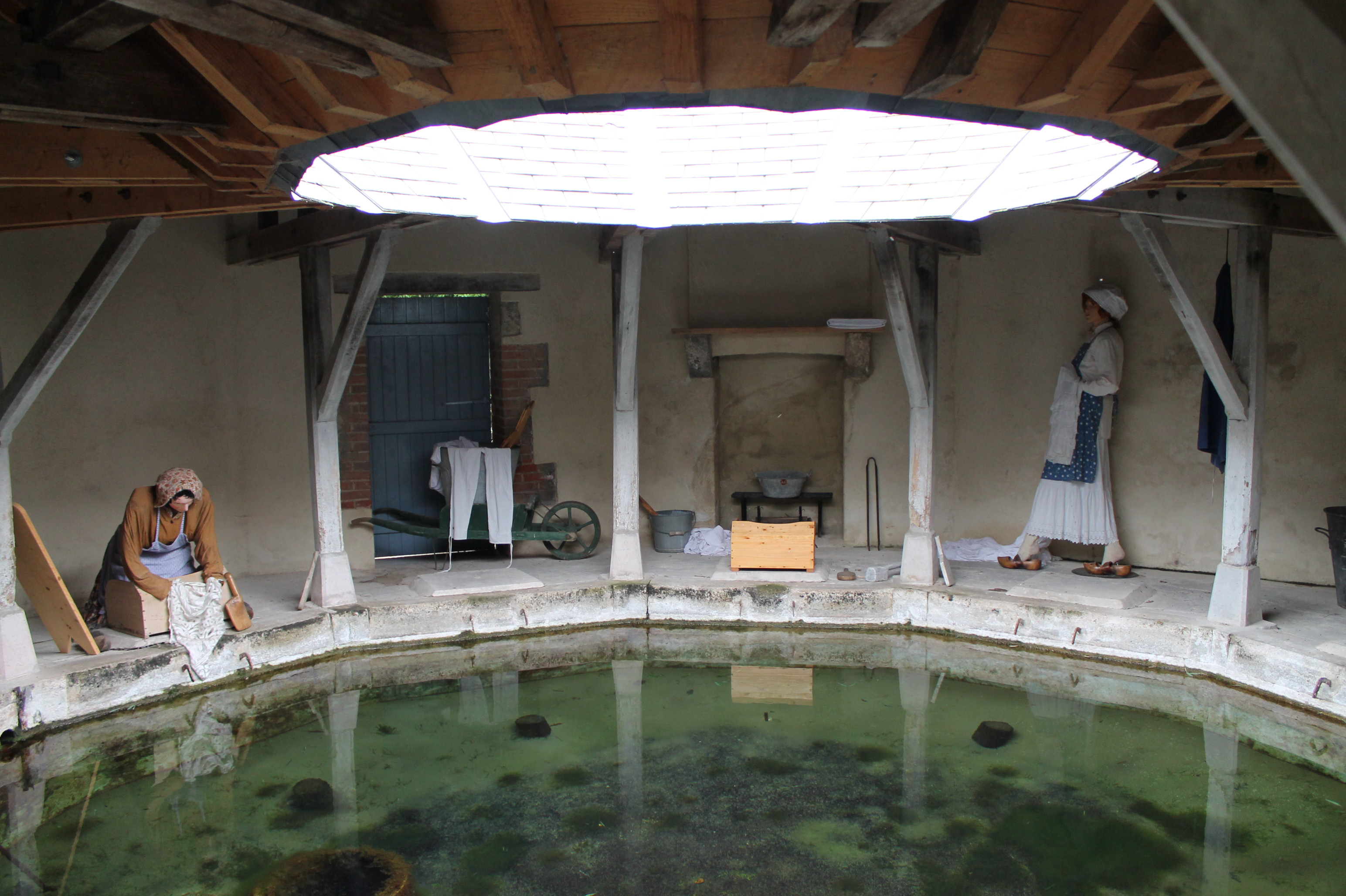
Le lavoir d'hiver vu de l'intérieur.

### Équipements culturels

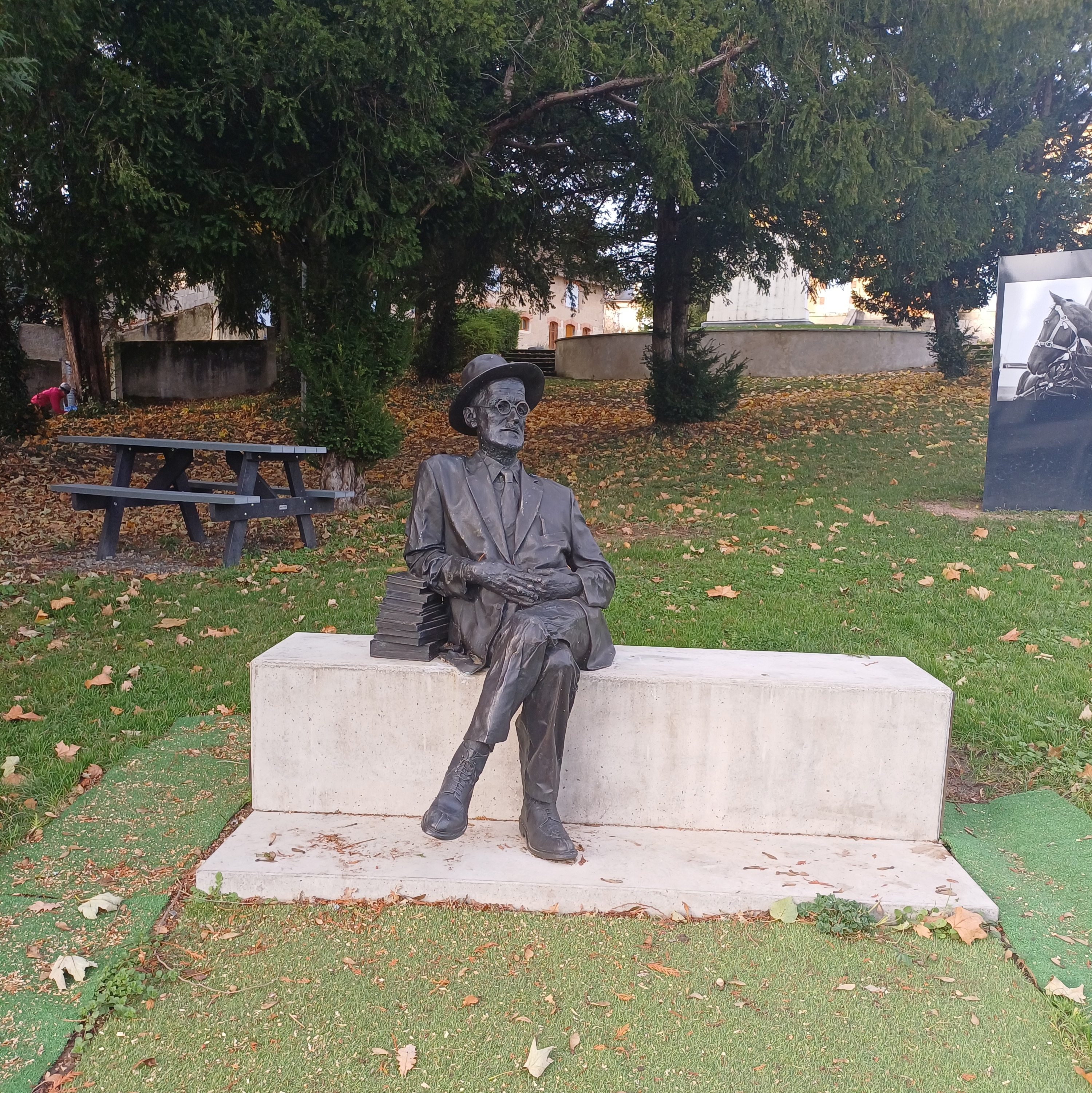
Statue de James Joyce.

- La salle socio-culturelle James-Joyce peut accueillir jusqu'à 320 personnes[SGP 2].
- Statue de James Joyce devant l'espace culturel.

### Personnalités liées à la commune
- Pierre Tridon (1738-1809), homme politique, député du clergé aux États généraux de 1789.
- Alexis Moulin-Debord (1780-1859), magistrat, homme politique né à Saint-Gérand-le-Puy, député de l'Allier de 1839 à 1842.
- Gilbert Desmaroux de Gaulmin (1815-1885) : avocat, député (1849-1870) et président (1861-1870) du conseil général de l'Allier. Maire de Saint-Gérand-le-Puy, où il est inhumé dans une tombe monumentale.
- François Pierdon (1821-1904), artiste peintre graveur né dans cette ville, une rue porte son nom depuis 1882.
- Édouard Hippolyte Margottet (1848-1887) : peintre, mort à Saint-Gérand-le-Puy.
- James Joyce (1882-1941) : l'écrivain a vécu quelques mois à Saint-Gérand-le-Puy de décembre 1939 à décembre 1940, avant sa mort à Zurich le 13 janvier 1941[Note 5].
- Léon Chabrol (1892-1979) : né à Saint-Gérand-le-Puy, médecin et archéologue, qui a fait connaître l'ancienne industrie de la verrerie en Montagne bourbonnaise.
- Marcel Journet (1895-1973) : acteur mort à Saint-Gérand-le-Puy.
- Alain Leret d'Aubigny (1875-1945) : député, Sous-secrétaire d'Etat aux Finances, Conseiller général de la Sarthe, maire de Noyen-sur-Sarthe, enterré à Saint-Gérand-le-Puy.